# Drosera rupicola
Drosera rupicola ist eine fleischfressende Pflanze aus der Gattung Sonnentau (Drosera). Sie wurde 1982 von Neville Marchant als Unterart von Drosera stolonifera erstbeschrieben, Allen Lowrie stufte sie jedoch 2005 als eigenständige Art ein. Sie gehört zu den sogenannten „Knollendrosera“, einer Gruppe von Sonnentauen, meist aus dem südwestlichen Western Australia, die Knollen als Überdauerungsorgane bildet.

## Beschreibung

### Vegetative Merkmale
Drosera rupicola ist eine ausdauernde, krautige Pflanze, die aus einer roten, gewundenen, bis zu 3 Zentimeter langen und 2 Zentimeter im Durchmesser messenden Knolle wächst, um die als Reste der Vorjahre braune, papierene Hüllen liegen. Die unterirdischen Ausläufer erreichen 15 bis 20 Zentimeter Länge, oberirdische Ausläufer bis 5 Zentimeter Länge, unter guten Bedingungen bilden sich an ihnen Tochterknollen. Die Pflanze ist als Ganzes goldgrün, rötlich oder bronzefarben.
Die drei bis fünf unverzweigten, bis zu 15 Zentimeter hohen Stängel stehen halb aufrecht aus einer – gelegentlich fehlenden – bodenständigen Rosette. 
Die Blätter der Rosette sind gestielt, der Stiel erreicht eine Länge von 2,5 bis 11 Millimetern, ist abgeflacht (1 bis 3 Millimeter) und verbreitert (1,5 bis 5 Millimeter). Die Blattspreiten sind umgekehrt eiförmig, 3 bis 9 Millimeter lang und 3 bis 10 Millimeter breit. 
Die Blätter am Stängel sind in drei bis vier Wirteln je Stängel angeordnet. Sie sind gestielt, der Stiel erreicht eine Länge von 5 bis 7 Millimetern, ist längs leicht eingefaltet, 0,5 bis 2 Millimeter dick und 1 bis 3 Millimeter breit. Die Form der Blattspreiten ist sehr variabel und reicht von quer elliptisch bis zu abgeflacht eiförmig. Sie ist 4 bis 10 Millimeter lang und 5,5 bis 15 Millimeter breit. Die Oberseite aller Blätter ist zum Ende hin am Rand mit etwas längeren, mittig kürzeren Fangtentakeln besetzt, die Tentakeln an den Rändern sind beweglich und biegen sich auf gefangene Insekten. Als einzige Art der Sektion kann Drosera rupicola die Spreiten bewegen.

### Blütenstand und Blüten
Die ein bis vier Blütenstandsachsen tragen einfache Trauben und entspringen der Rosette am Ansatz, gelegentlich aber auch den Achseln am unteren Teil der Stängel. Die unbehaarten, grünen Blütenstängel sind 10 bis 12 Zentimeter lang und tragen 8 bis 10 wohlduftende Blüten, die bis zu ihrer Bestäubung offen bleiben. Die Blütenstiele sind unbehaart, zylindrisch, grün und 6 bis 17 Millimeter lang. Die Kelchblätter sind grün, breit eiförmig oder elliptisch und zugespitzt und erreichen eine Länge von 2,5 bis 4 Millimeter und eine Breite von 1,5 bis 2,5 Millimeter, die Ränder sind an der hinteren Hälfte einfach, zur Spitze unregelmäßig gezähnt beziehungsweise gesägt, auf der Unterseite sind einige wenige winzige sitzende Drüsen verteilt, ansonsten sind sie glatt. Die Kronblätter sind umgekehrt eiförmig, an der Spitze stumpf und leicht gekerbt. Ihre Grundfarbe ist weiß, sie sind 9 bis 10 Millimeter lang und 5 bis 6 Millimeter breit. 
Die fünf Staubblätter sind zwischen 2,5 und 3 Millimeter lang und vollständig weiß, der Pollen ist gelb. Der gelbe Fruchtknoten ist annähernd rund, knapp 1,5 Millimeter lang und hat in der Blütezeit einen Durchmesser von rund 2 Millimeter. Die drei Griffel sind weiß und am Ansatz rot, sie sind insgesamt rund 1,5 Millimeter lang und am Ansatz in viele Abschnitte geteilt, die im unteren Teil fast wirtelförmig angeordnet sind. Die Narben bilden an jeder Spitze ein bis drei beulenförmige Auswüchse.

### Früchte
Die Kapselfrucht ist breit umgekehrt eiförmig bei einem Durchmesser von 4,5 bis 5 Millimeter und enthält rund 28 graubraune, unregelmäßig, aber grob rechteckig bis zylindrisch geformte Samen, die 1 bis 1,3 Millimeter lang und 0,8 bis 1 Millimeter breit sind und mit netzartiger, unregelmäßig gerillter Oberfläche versehen sind.

## Verbreitung, Standorte, Gefährdung
Die Art ist heimisch im südwestlichen Western Australia im Raum zwischen Pithara (240 km nördlich von Perth) und Hyden (rd. 350 km östlich von Perth, nahe dem Wave Rock). Die Standorte liegen alle auf im Winter nassen und im Sommer vollständig trockenen Granit- und Lehmböden auf Granit. In ihrem Verbreitungsgebiet ist die Art häufig, sie gilt daher als ungefährdet.

## Systematik
Drosera rupicola ist Teil der Sektion Stoloniferae in der Untergattung Ergaleium. Das Artepitheton bedeutet so viel wie „Felsbewohner“ und verweist auf die Standorte der Art.